# Norman Abramson
Norman Manuel Abramson (1er avril 1932 - 1er décembre 2020) est un ingénieur et informaticien américain, surtout connu pour avoir développé le système ALOHAnet pour la communication informatique sans fil.

## Jeunesse
Abramson est né le 1er avril 1932 à Boston, Massachusetts, de parents juifs immigrés Edward et Esther. Son père est né en Lituanie et travaille dans la photographie commerciale. Sa mère est née en Ukraine et dirige la maison.
Il est scolarisé dans les écoles publiques de Boston et fréquente la Boston Latin School et la English High School de Boston. Il montre de bonnes aptitudes en mathématiques et en sciences, et il obtient un AB en physique de l'Université Harvard (1953), une maîtrise en physique de l'UCLA (1955) et un doctorat en génie électrique de l'Université Stanford (1958). Sa thèse à Stanford porte sur le domaine de la Théorie de la communication.

## Carrière
Abramson est ingénieur de recherche à la Hughes Aircraft Company jusqu'en 1955, date à laquelle il rejoint la faculté de l'Université Stanford (1955-1965), est professeur invité à l'Université de Californie à Berkeley (1966), avant de rejoindre l'Université d'Hawaï (1968-1994), en tant que professeur de génie électrique et d'Informatique,. Certaines de ses premières recherches concernent les caractéristiques des signaux radar et la théorie de l'échantillonnage, ainsi que la modulation de fréquence et les canaux de communication numériques, les codes de correction d'erreurs, la reconnaissance des formes et l'apprentissage automatique et l'informatique pour l'analyse sismique.
L'un des premiers projets d'Abramson à l'Université d'Hawaï est de développer une technologie radio pour aider l'école à envoyer et recevoir des données depuis son emplacement géographique éloigné vers le continent américain, financé par l'Advanced Research Projects Agency. Une innovation clé dans la technologie est de diviser les données en paquets qui pourraient être renvoyés si les données se perdent pendant la transmission, permettant un accès aléatoire plutôt qu'un accès séquentiel, basé sur les mêmes principes en cours de développement pour ARPANET, le précurseur de l'Internet moderne. La technologie de réseau radio résultante développée par son équipe est déployée sous le nom d'ALOHAnet en 1971, basée sur la double signification du mot hawaïen « aloha ». ALOHAnet est le fondement de la communication sans fil moderne et influence le développement des communications basées sur Ethernet.
Abramson continue comme professeur à Hawaï jusqu'en 1994, date à laquelle il prend sa retraite. Abramson cofonde ensuite Aloha Networks à San Francisco, où il occupe le poste de CTO.

## Vie personnelle
Abramson a deux enfants avec sa femme, Joan : un fils, Mark, et une fille, Cairn.
Abramson est décédé le 1er décembre 2020 dans sa maison de San Francisco en raison de complications d'un cancer de la peau qui s'est métastasé dans les poumons.